# Opera van Leipzig

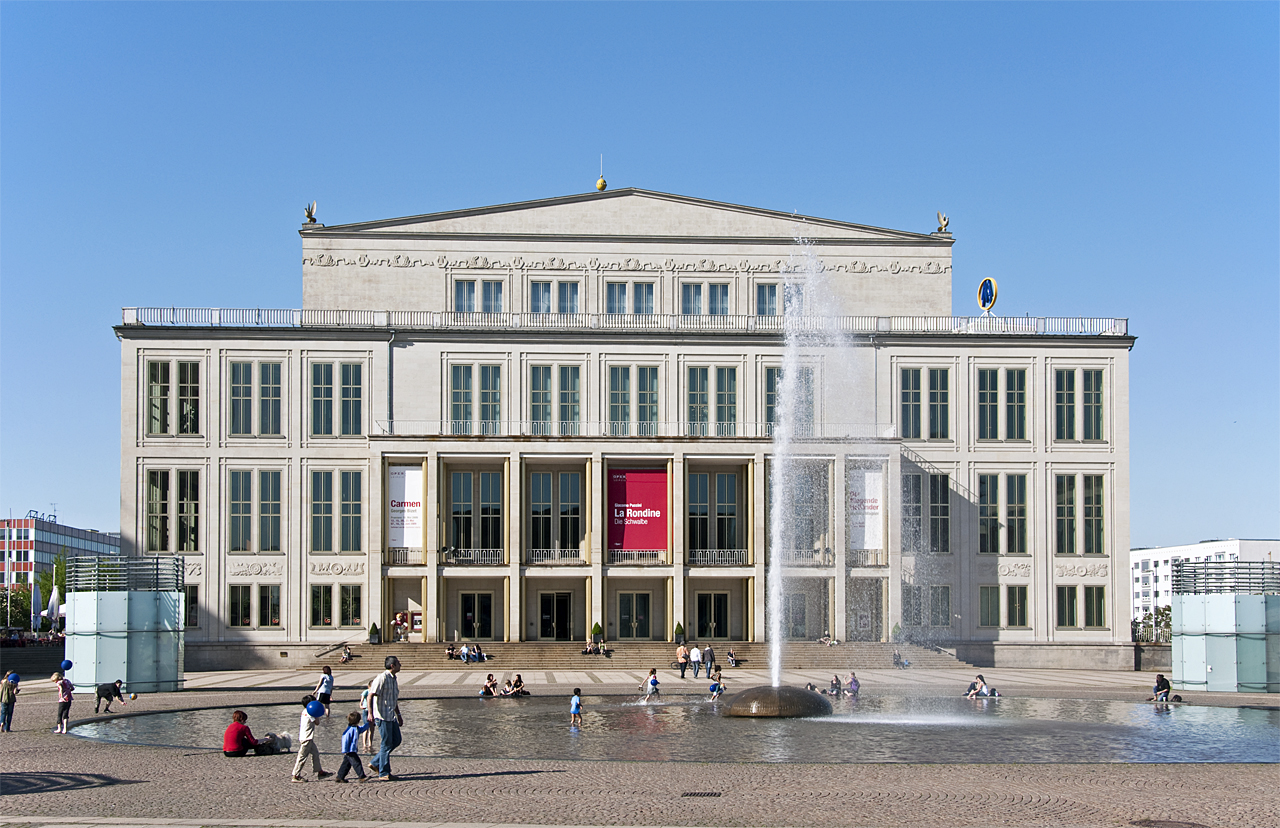
Oper Leipzig

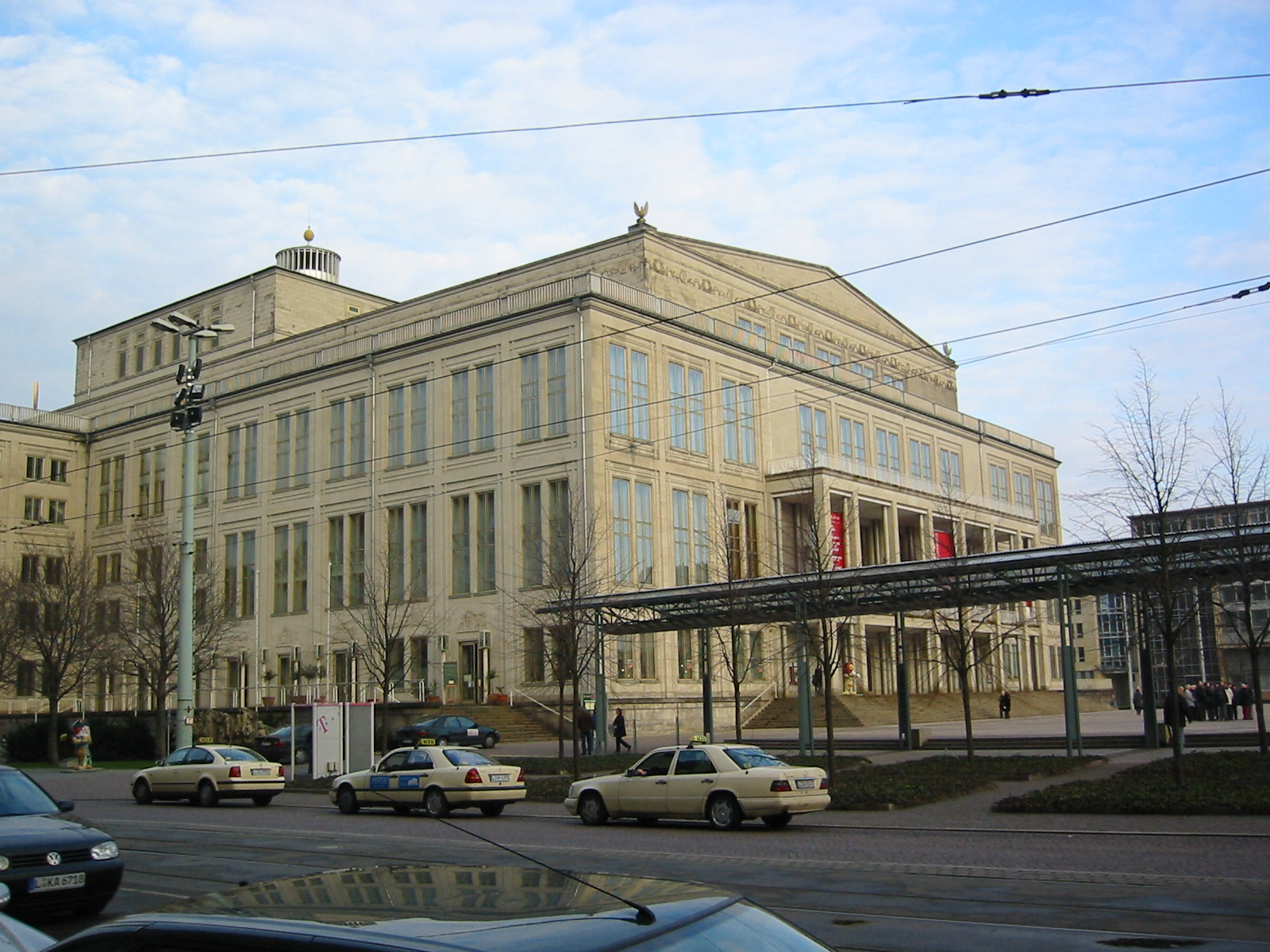
Oper Leipzig, zijaanzicht

Het Opernhaus Leipzig (Duits voor: Operahuis Leipzig) is een operagebouw in Leipzig, Duitsland en thuisbasis van het operagezelschap Oper Leipzig (Duits voor: Opera Leipzig).

## Geschiedenis

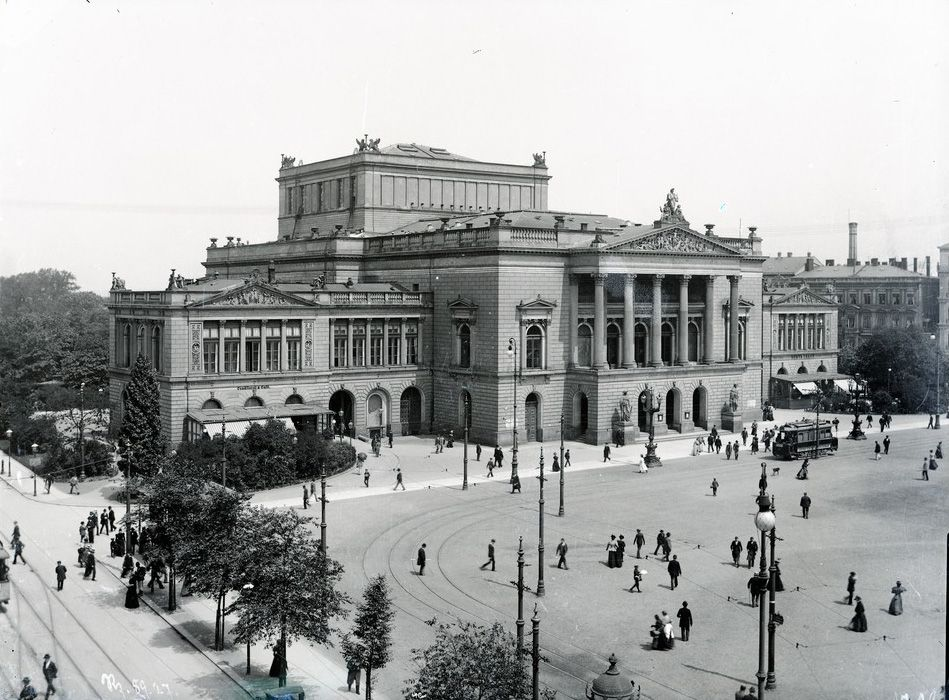
De voorloper van de Opera van Leipzig, het Neues Theater (Nieuw Theater) dat werd verwoest tijdens de luchtaanvallen in de Tweede Wereldoorlog

De geschiedenis van de Opera van Leipzig gaat terug tot de oprichting in het jaar 1693, waarmee het het op twee na oudste operahuis is van Europa, na Teatro La Fenice in Venetië, Italië en de Hamburgische Staatsoper. Aan het hoofd van vele van de eerste opera's stond Telemann, die er vanaf 1702 als directeur werkzaam was.
De Opera van Leipzig heeft geen eigen orkest, het Gewandhausorchester uit dezelfde stad dient als huisorkest. Deze samenwerking bestaat sinds 1766 met de uitvoering van het Singspiel Die verwandelten Weiber, oder Der Teufel ist los van Johann Adam Hiller.

### Operahuis (1868-1943)
Het eerste theatergebouw (het "Neues Theater") werd ingewijd op 28 januari 1868 met de Jubilee Ouverture van Carl Maria von Weber en de ouverture voor Iphigénie en Aulide van Gluck en Goethes stuk Iphigenia in Tauris. Van 1886 tot 1888 was Gustav Mahler de tweede dirigent, Arthur Nikisch was zijn leidinggevende. Tijdens een bombardement in de nacht van 3 december 1943, deel van het bombardement van Leipzig in de Tweede Wereldoorlog werd het theater verwoest, net zoals alle andere theaters in Leipzig.

### Operahuis (1960-heden)
De bouw van het moderne operagebouw begon in 1956. Het theater werd ingewijd op 8 oktober 1960 met een uitvoering van Wagners Die Meistersinger von Nürnberg.
In 2007 vond een ingrijpende renovatie plaats. 
In mei 2008 werd Alexander von Maravic als artistiek leider (intendant) en Peter Konwitschny als productieleider van de Opera van Leipzig benoemd. De huidige chef-dirigent (Generalmusikdirektor (GMD) is Ulf Schirmer, vanaf het seizoen 2009/10.

## Generalmusikdirektoren(GMD)
- Arthur Nikisch (1878)
- Gustav Mahler (1886–1888)
- Otto Lohse (1912)
- Gustav Brecher (1923)
- Paul Schmitz (1932)
- Helmut Seydelmann (1951)
- Paul Schmitz (1964)
- Lothar Zagrosek (1990–1992)
- Jiri Kout (1993)
- Michail Jurowski (1999)
- Riccardo Chailly (2005–2008)
- Ulf Schirmer (2009–heden)